# Старицький Дмитро Михайлович
Дмитро́ Миха́йлович Стари́цький (* 31 жовтня (12 листопада) 1805, село Сторожове, Полтавського пов. Полтавської губ. — † після 1871, місто Красноград, нині Харківської області) — український театральний діяч, режисер-аматор і драматург 1860-их років.

## Біографічні відомості
Родич Михайла Старицького.
Після навчання в кадетському корпусі перебував у 1829–1834 роках на військовій службі.
Брав участь в організації і керівництві аматорським театром у Чернігові (у співпраці з Опанасом Марковичем) і Полтаві.
Керував у Полтаві драматичним гуртком, надавав допомогу в організації вистав чернігівського «Товариства, кохаючого рідну мову». Виступав у ролі Возного («Наталка Полтавка» Івана Котляревського).
Автор драми «Послідній кошовий запорізький» (1865), яка входила до репертуару полтавського, чернігівського та інших театрів.